# Rozhledna Máminka
Rozhledna Máminka je 33 metrů vysoká dřevěná rozhledna nacházející se na vrcholku Krušné hory (609 m n. m.), západně od centra města Beroun u obce Hudlice v Křivoklátské vrchovině. Za architektonickým návrhem stojí Huť architektury Martina Rajniše. Inspirací tvaru současné rozhledny byla měřická věž pro zeměměřiče. Z rozhledny je výhled na široké okolí, v dobré viditelnost lze spatřit Klínovec, Ještěd nebo Šumavu.

## Historie

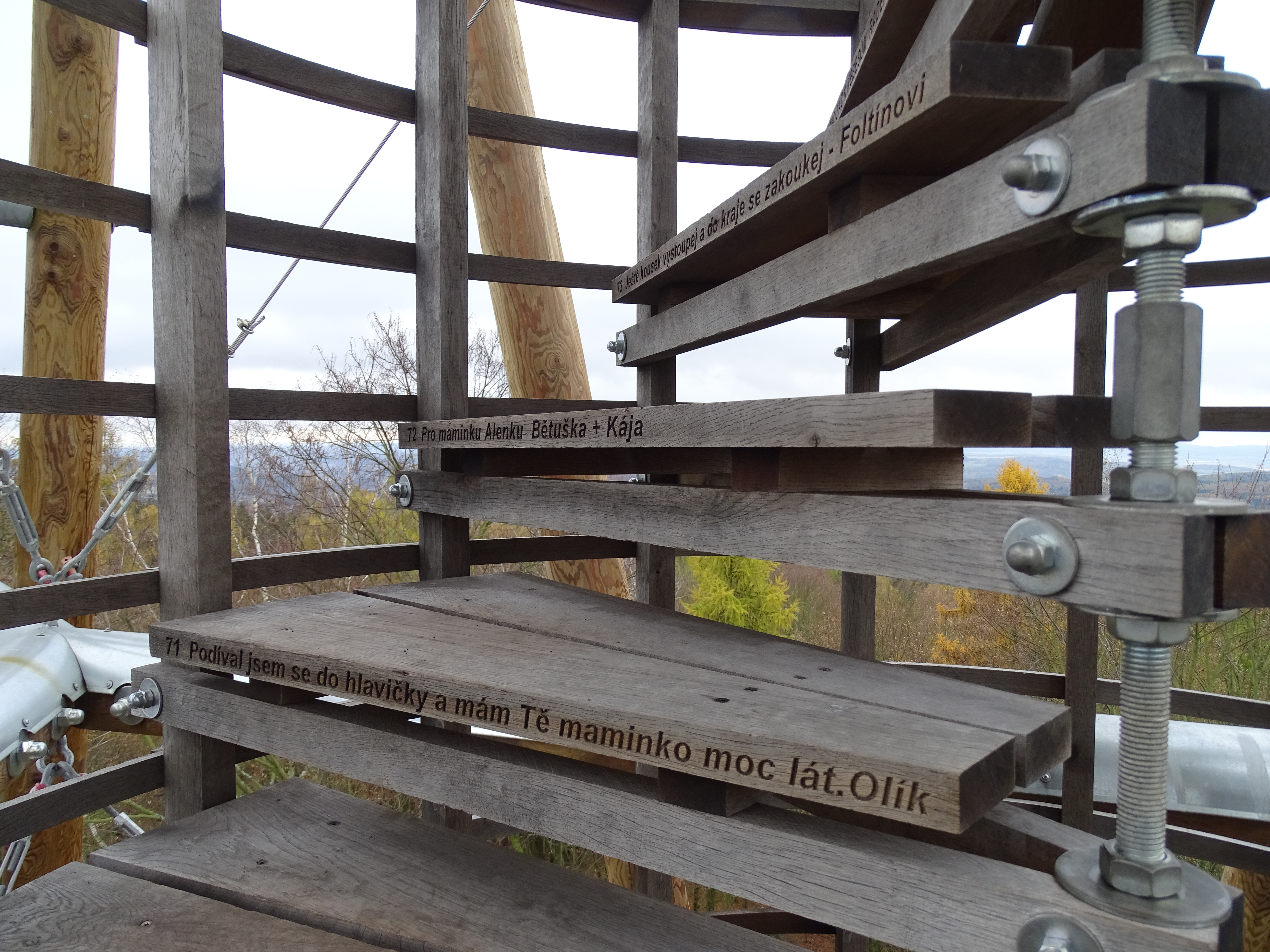
Detail schodů se vzkazy dárců financí na výstavbu rozhledny

O možnosti vybudovat na Krušné hoře rozhlednu se mluvilo již v roce 2007. Obec Hudlice získala finance na výstavbu skrz dotace Evropské unie v rámci projektu zvýšení atraktivity Hudlicka jako destinace cestovního ruchu. Do něj kromě rozhledny patřilo také vybudování naučné stezky, rekonstrukce domku Josefa Jungmanna a zpevnění přístupových cest v Hudlických skalách. Celý projekt stál 6,7 milionů korun, rozhledna vyšla na 2,8 milionů. Na rozhlednu přispěly kromě EU také Lesy ČR a soukromí dárci.
K slavnostnímu otevření došlo 19. června 2015.

## Popis
Konstrukce tvaru trojbokého jehlanu má úpatí v nadmořské výšce 606 metrů, má celkovou výšku 33 metrů a výhledovou podestu ve výšce 21 m. Na tu se stoupá po točitém dubovém schodišti ve tvaru válce, které má 96 schodů. Půdorys tvoří rovnostranný trojúhelník s délkou strany 10,8 m. Na vrcholku se nachází korouhev